# Bit Agusi

Mapa de los estados neohititas. Siglo a. C.

Bit Agusi fue un antiguo estado luvita-arameo, establecido por Gusi de Yahan al comienzo del siglo IX a. C. Incluía las ciudades de Arpad, Nampigi (Nampigu) y, más tarde, Alepo. Arpad fue la capital del estado. Bit Agusi se extendía desde el área de Azaz, por el norte, hasta Hama por el sur.

## Declive y caída
Arpad se convirtió, más tarde, en la mayor ciudad vasalla de Urartu. En 743 a. C., durante la guerra de Urartu-Asiria, el rey neo-asirio, Tiglath-Pileser III puso sitio a Arpad, después de la derrota del ejército urarteo de Sardur II en Samósata. Pero la ciudad de Arpad no se rindió fácilmente. A Tiglath-Pileser le llevó tres años de asedio su conquista, tras los cuales, masacró a sus habitantes y destruyó la ciudad. Después, Arpad sirvió de capital provincial. Los restos de sus murallas todavía se conservan en Tell Rifaat, hasta una altura de 8 metros. Una coalición de príncipes, que se habían aliado con la ciudad, fue derrotada también, incluyendo a los reyes de Kummuh, Quwê, Karkemish y Gurgum. Bit Agusi nunca fue repoblada.